# Rob Hubbard
Pour les articles homonymes, voir Hubbard.
Rob Hubbard (né en 1955 à Kingston-upon-Hull) est un compositeur anglais de musiques de jeu vidéo, surtout célèbre pour ses œuvres sur Commodore 64 mais ayant également composé sur beaucoup d'autres systèmes tels que le ZX Spectrum, l'Amstrad CPC, l'Atari 800, l'Amiga, l'Atari ST, la Mega Drive et le PC.

## Carrière
Avant de devenir un célèbre compositeur de musique de jeux, Rob Hubbard était déjà musicien professionnel. C'est au début des années 1980 qu'il commence à apprendre le BASIC et la programmation sur son ordinateur de l'époque, un Commodore 64.
Il commence sa carrière informatique en tant que développeur de programmes éducatifs et crée même un jeu. Le succès n'est pas au rendez-vous mais les réactions positives qu'il reçoit, notamment de la société de développement Gremlin Graphics, à propos des musiques de ses programmes le persuadent de se spécialiser dans ce domaine.
Très vite, il révolutionne la création musicale sur Commodore 64 en tirant pleinement parti du SID, le chip sonore de la machine, et démontrant que malgré la faible qualité sonore des ordinateurs de l'époque, il est parfaitement possible de se montrer créatif et de composer des mélodies de bonne qualité. Ses œuvres lors de cette période restent des références du chiptune, et de nombreux jeux lui sont confiés ; parmi les plus célèbres, on note Thing on a Spring, Commando, Crazy Comets, International Karate… Durant toutes les années 1980, il travaille comme musicien indépendant et compose pour la majorité des micro-ordinateurs de l'époque. Rob a travaillé entre autres sur Goldrunner en 1987 avec l'infographiste Pete Lyon et le programmeur Steve Bak.
En 1989, il quitte l'Angleterre pour les États-Unis où il intègre Electronic Arts, dont il est le premier employé qui se consacre uniquement à la musique. Chez Electronic Arts, il s'exerce à d'autres supports, notamment la Mega Drive. Il est rapidement promu au poste de directeur technique musical.
En 2002, Rob Hubbard quitte Electronic Arts et retourne en Angleterre où il intègre un groupe en tant que musicien. Il continue de composer, mais cette fois pour des jeux sur téléphone portable.

## Liste de musiques de jeux
- ACE II (Cascade, 1987)
- Action Biker (Mastertronic, 1985)
- Arcade Classics (Firebird, 1987)
- Auf Wiedersehen Monty (avec Ben Daglish) (Gremlin Graphics, 1987)
- Bangkok Knights (System 3, 1987)
- Battle of Britain (PSS, 1985)
- Battle Squadron (Innerprise Software, 1989)
- BMX Kids (Firebird, 1985)
- Budokan: The Martial Spirit (Electronic Arts, 1989)
- Bump Set Spike (Entertainment USA, 1986)
- Chain Reaction (Kele-Line, 1987)
- Chimera (Firebird, 1986)
- Commando (fondé sur le thème du jeu d'arcade Commando) (Elite, 1985)
- Confuzion (Incentive, 1985)
- Crazy Comets (Martech, 1985)
- Deep Strike (Durell, 1986)
- Delta (inspiré de l'album Dark Side of the Moon de Pink Floyd et de musiques de Philip Glass pour le film Koyaanisqatsi) (Thalamus, 1987)
- Dragon's Lair Part II (Software Projects, 1987)
- Flash Gordon (MAD/Mastertronic, 1986)
- Formula 1 Simulator (Mastertronic, 1985)
- Geoff Canes Strongman Challenge (Martech, 1986)
- Gerry the Germ (Firebird, 1986)
- Goldrunner (Microdeal, 1987)
- Hard Nova (Electronic Arts, 1990)
- Harvey Smith Snowjumping (Software Projects, 1985)
- Hollywood or Bust (Mastertronic, 1986)
- Human Race (Mastertronic, 1986)
- Hunter Patrol (Mastertroic, 1985)
- I-Ball (Firebird, 1987)
- Indianapolis 500: The Simulation (Electronic Arts, 1989)
- International Karate (System 3, 1986)
- International Karate + (System 3, 1987)
- Jordan vs. Bird: One on One (Electronic Arts, 1988)
- Kentilla (Mastertronic, 1986)
- Kings of the Beach (Electronic Arts, 1988)
- Knucklebusters (Melbourne House, 1986)
- Lakers vs. Celtics and the NBA Playoffs (Electronic Arts, 1989)
- Lightforce (FTL, 1986)
- Low Blow (Electronic Arts, 1990)
- Master of Magic (inspiré de l'album Audion de Synergy) (MAD/Mastertronic, 1985)
- Mega Apocalypse (Martech, 1987)
- Monty on the Run (Gremlin Graphics, 1985)
- Nemesis the Warlock (Martech, 1987)
- Nineteen (Cascade, 1988)
- Ninja (Entertainment USA, 1986)
- One Man and his Droid (Mastertronic, 1985)
- One-on-One 2 (Electronic Arts, 1988)
- Pandora (PSI Soft Design/Firebird, 1988) (inspiré du thème principal de Dune, 1984)
- Phantoms of the Asteroid (Mastertronic, 1986)
- Populous (Electronic Arts, 1989)
- Power Play Hockey (Electronic Arts, 1988)
- Proteus (Firebird, 1986)
- Rasputin (Firebird, 1985)
- Ricochet (Firebird, 1988)
- Road Rash (avec Michael Bartlow) (Electronic Arts, 1991)
- Rumble Racing (Electronic Arts, 2001)
- Saboteur II (Durell, 1987)
- Samantha Fox Strip Poker (sous le pseudonyme John York) (Martech, 1986)
- Sanxion (Thalamus, 1986)
- Shockway Rider (FTL, 1987)
- Sigma Seven (Durell, 1987)
- Skate or Die! (Electronic Arts, 1988)
- Ski or Die (Electronic Arts, 1990)
- Spellbound (MAD/Mastertronic, 1986)
- Star Paws (Software Projects, 1987)
- Tarzan (Martech, 1986)
- Thanatos (Durell, 1987)
- The Last V8 (MAD/Mastertronic, 1985)
- The Lost Files of Sherlock Holmes: The Case of the Rose Tattoo (Electronic Arts, 1996)
- The Lost Files of Sherlock Holmes: The Case of the Serrated Scalpel (Electronic Arts, 1992)
- Thing on a Spring (Gremlin Graphics, 1985)
- Thrust (Firebird, 1986)
- Thundercats (Elite, 1987)
- Trans Atlantic Balloon Challenge (Virgin, 1987)
- Up Up and Away (Starcade, 1985)
- Video Poker (Mastertronic, 1986)
- W.A.R. (Martech, 1986)
- Warhawk (Firebird, 1986)
- Wiz (Melbourne House, 1987)
- World War II Fighters (Electronic Arts, 1998)
- X Squad (Electronic Arts, 2000)
- Zoids (Martech, 1986) (inspiré de la piste "Ancestors" de l'album "Audion" de Larry Fast en 1981)

## À voir aussi
- Chiptune